# Ratificação

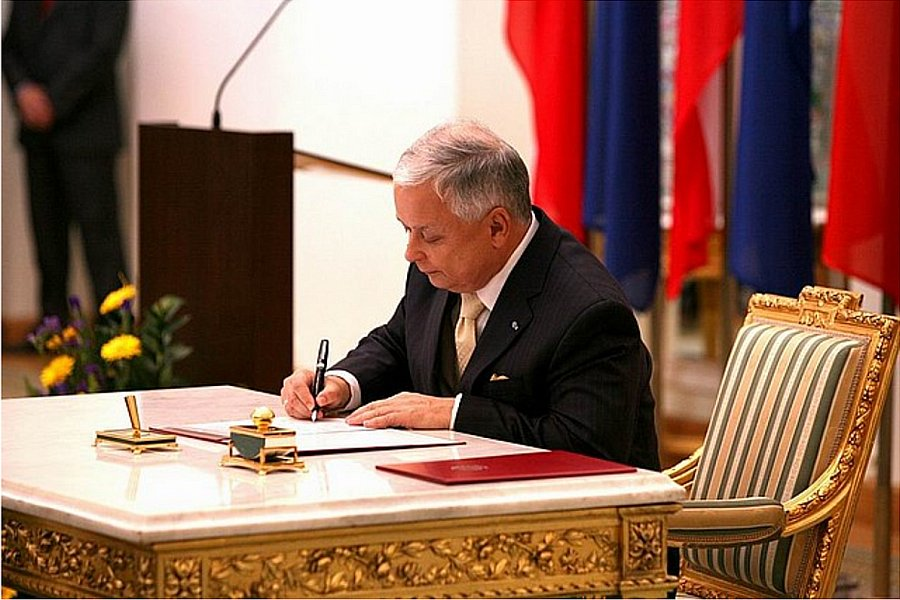
O presidente polonês Lech Kaczyński ratificando o Tratado de Lisboa em 2009

Ratificação é o processo pelo qual uma legislação ou tratado passa a ter efeito legal vinculativo para as suas entidades signatárias. Para ser ratificado, o tratado ou lei necessita receber uma maioria de votos da Casa Legislativa, ou de países, no caso de tratados internacionais. O processo de ratificação, geralmente, exige a publicação em um Diário Oficial, de forma que a população possa tomar conhecimento de seu teor.

## Etimologia
"Ratificar" é formado pela junção do elemento de composição "rat(i)" (calculado, confirmado) e do sufixo "-ficar" (ação factitiva, clarificar, mitificar, petrificar).